# Віктор Вікторов
Ві́ктор Я́кович Злоче́вський (рос. Виктор Яковлевич Злочевский; нар. 1909, Миколаїв, Херсонська губернія, Російська імперія — пом. ?, після 1986), твори публікував під псевдонімом Віктор Вікторов (Виктор Викторов) — російський радянський спортивний журналіст. Автор книг і нарисів про радянських спортсменів.
Член Спілки журналістів СРСР та Спілки письменників СРСР. Заслужений працівник культури РРФСР (1972). Нагороджений орденами Вітчизняної війни II ст. (1944, 1985), Червоної Зірки, «Знак Пошани» (1980).

## Життєпис
Починав працювати журналістом у газеті «Тагильский рабочий», відтак у газеті «Комсомольская правда», журналі «Смена», після початку німецько-радянської війни — у фронтовій газеті «Суворовець», газетах Брянського та 2-го Прибалтійского фронтів. З 1945 року відповідав за спортивну тему в журналі «Огонёк». Був кореспондентом журналу на одинадцяти зимових і літніх Олімпіадах. Автор книжок і збірок нарисів:
- «Лыжня ведет в горы» (1940)
- «Золотые медали: очерки о спортсменах Советской Армии» (1955)
- «Мастер хоккея» (1957)
- «Три пятерки» (1957)
- «На лыжах сквозь годы» (1960)
- «На олимпийском льду» (1960)
- «Расколдованный круг» (1960)
- «Четыре чемпиона» (1963)
- «Быстрое течение» (1962, про тренера Віктор Ілліча Алексєєва та його вихованців)
- «Звездный класс» (1964, про яхтсменів)
- «Выход в океан» (1966)
- «На шести олимпиадах» (1968)
- «Товарищ сборная» (1969, про хокейну збірну Радянського Союзу)
- «Вслед за копьем» (1972)
- «Олимпиады, Олимпиады!…» (1982)
- «Строка в блокноте» (1986)

Дата смерти невідома, остання видана праця — збірка нарисів «Рядок у блокноті» (Строка в блокноте) 1986 року.